# Piper temptum
Piper temptum är en pepparväxtart som beskrevs av William Trelease. Piper temptum ingår i släktet Piper och familjen pepparväxter. Inga underarter finns listade i Catalogue of Life.